# André Hauriou
André Hauriou, né à Toulouse le 23 juillet 1897 où il est mort le 20 septembre 1973, est un professeur des universités, résistant et homme politique socialiste français.

## Biographie
Fils du doyen de la faculté de droit de Toulouse Maurice Hauriou, André Hauriou suit des études de droit avant de devenir, à son tour, professeur à la faculté de droit de Paris.
Durant la Seconde Guerre mondiale, il est une des figures du mouvement Combat en Haute-Garonne. Il devient ensuite « chef régional (région R4) de Combat en avril 1942 ». Ce mouvement de Résistance le désigne pour siéger à l'Assemblée consultative provisoire, à Alger où il est vice-président, puis à Paris après la Libération (novembre 1944-août 1945).
Membre de la Section française de l'Internationale ouvrière (SFIO), il quitte en 1958 ce parti pour participer à la création du Parti socialiste autonome.

## Détail des fonctions et des mandats
Mandat parlementaire
- 8 décembre 1946 - 7 novembre 1948 : Sénateur de la Haute-Garonne (groupe socialiste)